# لبوفسکی بزرگ
لبوفسکی بزرگ (به انگلیسی: The Big Lebowski) یک فیلم کمدی جنایی آمریکایی به‌کارگردانیِ برادران کوئن، با بازیِ جف بریجز، جان گودمن، جان تورتورو و جولیان مور ساخته‌شده در سال ۱۹۹۸ است. داستان این فیلم در مورد چند روز از زندگیِ یک بی‌کارِ آمریکایی در شهر لس آنجلس آمریکاست که روزی با یک میلیونرِ هم‌نامِ خود اشتباه گرفته می‌شود. از این فیلم، به‌دلیلِ خلق شخصیت‌های پرطرفدار و محبوب، به‌عنوانِ یکی از موفق‌ترین آثار برادران کوئن یاد می‌شود.

## داستان
در سال‌های ۱۹۹۰ یا ۱۹۹۱، جفری «داد» لوبوفسکی، مردی تنبل و علاقه‌مند به بولینگ در خانه‌اش در لس‌آنجلس توسط دو مأمور از جانب جکی تری‌هورن، پادشاه پورن، مورد حمله قرار می‌گیرد. علت این حمله بدهی زنش مرد دیگری به جکی است. یکی از مأموران روی فرش داد ادرار می‌کند اما وقتی متوجه می‌شوند اشتباه گرفته‌اند، خانه را ترک می‌کنند.
داد پس از مشورت با دوستان بولینگش، والتر سوبچاک، که از جنگ ویتنام بازگشته، و دونی کراباتسوس، به دیدار جفری لوبوفسکی ثروتمند می‌رود و درخواست غرامت برای فرشش را می‌کند. لوبوفسکی قبول نمی‌کند اما داد با حیله دستیار او، برانت، را فریب می‌دهد و فرشی مشابه از عمارتش می‌دزدد. بیرون خانه، داد با بانی، همسر تروفی لوبوفسکی، و دوست آلمانی نیهیلیستش، اولی، ملاقات می‌کند. به زودی بانی به نظر می‌رسد که ربوده شده و لوبوفسکی داد را برای تحویل باج استخدام می‌کند. شب همان روز، گروهی دیگر از او سرقت می‌کنند و فرش جایگزین را برای دختر لوبوفسکی، مود، می‌برند.
والتر که به ربوده شدن واقعی بانی شک دارد، باج را جعلی می‌کند و با داد به باشگاه بولینگ می‌روند و کیف پول با پول را در ماشین داد می‌گذارند. در حین بولینگ، ماشین دزدیده می‌شود. لوبوفسکی با یک پاکت که شامل یک انگشت قطع شده است، که ظاهراً متعلق به بانی است، به داد مراجعه می‌کند. مود از داد می‌خواهد که به او کمک کند پولی را که پدرش به طور غیرقانونی از بنیاد خیریه خانواده برداشت، بازپس بگیرد.
پلیس ماشین داد را پیدا می‌کند اما کیف پول مفقود است. داد یک برگه تمرین مدرسه امضا شده توسط نوجوانی به نام لری سلرز پیدا می‌کند. والتر متوجه می‌شود که لری پسر بی‌عرضه آرتور دیگبی سلرز، نویسنده برنامه تلویزیونی مورد احترام والتر است. داد و والتر به دیدار لری می‌روند اما اطلاعاتی نمی‌گیرند.
گروه‌های تری‌هورن، داد را ربوده و به تری‌هورن می‌برند که از داد می‌پرسد بانی کجاست. داد می‌گوید بانی ربوده نشده و لری پول را دارد، سپس از اثر نوشیدنی مسموم بیهوش می‌شود. او در حالی که مست است در مالبو دستگیر می‌شود. هنگام بازگشت، بانی را می‌بیند که رد می‌شود اما داد متوجه نمی‌شود.
مود در خانه داد منتظر است و با او رابطه برقرار می‌کند و می‌گوید می‌خواهد از او باردار شود تا پدری داشته باشد که نیازی به ارتباط با او نباشد. او می‌گوید پدرش هیچ پولی ندارد و از اجازه‌ای که او از ارث مادرش می‌دهد، استفاده می‌کند.
داد و والتر به دیدار لوبوفسکی می‌روند و متوجه می‌شوند بانی بازگشته و فقط به سفر رفته بود. دوستان نیهیلیست بانی، شوهرش را باج‌گیری کرده‌اند و او هم سعی کرده پول خیریه خانواده را اختلاس کند و ناپدید شدن پول را به گردن باج‌گیران بیندازد. داد معتقد است کیف پول هیچ‌وقت پول نداشته است. والتر شک دارد که لوبوفسکی فلج نیست و او را از ویلچر بلند می‌کند، اما بیماری واقعی است.
والتر و داد در باشگاه بولینگ با یک بولر رقیب به نام جیزس کوئینتانا روبرو می‌شوند که قبلاً والتر گفته بود نمی‌تواند شنبه‌ها بولینگ کند چون قوانین شبات را رعایت می‌کند. جیزس باور نمی‌کند و آن‌ها را تهدید می‌کند و بیرون می‌رود. بیرون باشگاه، نیهیلیست‌ها ماشین داد را به آتش می‌کشند و درخواست باج می‌کنند. والتر با آن‌ها می‌جنگد اما در جریان درگیری دونی دچار حمله قلبی شده و می‌میرد. داد و والتر که نمی‌خواهند هزینه خاکسپاری بپردازند، خاکستر دونی را در یک قوطی قهوه می‌ریزند و روی صخره‌ای مشرف به اقیانوس پخش می‌کنند. والتر برای دونی سخنرانی می‌کند اما خاطرات سربازان هم‌رزمی‌اش در ویتنام را نیز مطرح می‌کند که باعث ناراحتی داد می‌شود. وقتی خاکستر روی داد می‌وزد و او عصبانی می‌شود، والتر از او عذرخواهی می‌کند و با هم دوباره به بولینگ می‌روند.
در باشگاه، داد با مردی به نام «بیگستر» مواجه می‌شود که راوی داستان است. او خلاصه اتفاقات فیلم را می‌گوید و می‌گوید هرچند ناراحت است که دونی رفت، اما از داد الهام می‌گیرد و خبر می‌دهد مود باردار است و «یک لوبوفسکی کوچک در راه است.»

## شخصیت‌ها و بازیگران
جف بریجز در نقش جف لبوفسکی ملقب به دود (Dude): او یک بی‌کارِ تمام‌عیار است و زندگی‌اش را با رفتن به باشگاه بولینگ و موسیقی گوش کردن می‌گذراند.
جان گودمن در نقش والتر: او یک سربازِ ازجنگ‌برگشته است که هر مسئله‌ای را به جنگ ربط می‌دهد و رفتاری خشونت‌آمیز دارد که می‌توان گفت از اثرات جنگ است. او داد زدن در اماکن عمومی را حقّ خود می‌داند.
استیو بوشمی در نقش دانی: او کمی کندذهن و مظلوم است و مانندِ دود و والتر زندگی پوچی دارد. اکثر حرف‌هایی که می‌زند واکنش تندِ والتر را به همراه دارد. سرانجام او می‌میرد.
جولیان مور در نقش ماد لبوفسکی: یک نقاش فمنیست که هدفش باردارشدن است.
جان تورتورو در نقش جیزس کوئینتانا: او یک بولینگ‌بازِ حرفه‌ای است که روابط تیره و تاری با والتر دارد. در کنارِ این‌ها او یک منحرف جنسی است که به‌علت نمایش بدن خود به یک کودکِ ۸ ساله، شش ماه را در زندان گذرانده. در طول فیلم، بیش‌تر او را در حال بدوبی‌راه گفتن به والتر می‌بینیم. سکانسِ بولینگ‌بازی‌کردنِ او به‌همراه آهنگ هتل کالیفرنیا (بازخوانی جیپسی کینگز) یکی از معروف‌ترین و محبوب‌ترین سکانس‌های این فیلم به‌شمار می‌رود.
تارا رید در نقش بانی لبوفسکی: او همسرِ جوان لبوفسکی بزرگ است که سابقهٔ بازی در فیلم‌های بزرگسالان را داشته است. او در گذشته در یک روستا به‌همراهِ خانواده‌اش زندگی می‌کرده و بعدها از آن‌جا فرار کرده و با چند نیهیلیست دوست شده است.